# サン＝カンタン＝ファラヴィエ
サン＝カンタン＝ファラヴィエ （Saint-Quentin-Fallavier）は、フランス、オーヴェルニュ＝ローヌ＝アルプ地域圏、イゼール県のコミューン。

## 地理
イゼール県にあるコミューンであり、ローヌ県の端と接している。リヨン-グルノーブル-シャンベリをつなぐ軸であるA43を使えば、リヨンから24km、グルノーブルから80kmの距離にある。町は、アルプス山脈につながる一連の丘を背景に持つ。リヨン・サン＝テグジュペリ国際空港とは15kmの距離である。サン＝カンタン＝ファラヴィエは2007年に自治体間連合ポルト・ド・リゼール内に設置されたニュータウン、リゼール・ダボーの一部である。

## 由来
1885年7月2日の大統領令によって、ファラヴィエがサン＝カンタンと合併し、サン＝カンタン＝ファラヴィエとなった。

## 歴史
ファラヴィエの地は有史以前から人が定住していた。ガロ＝ローマ時代のネクロポリスと2世紀の水道構造がこの地で発見されている。最初の城は既に13世紀に存在していた。この城を1250年以後に取得したサヴォワ伯は力を拡大し強力になっていった。サヴォワとドーフィネの国境紛争が終わると、城は次第に強力なアランジュ家の同意を得て放棄されていった。
コミューンでは19世紀に鉄が採掘されていた。
リヨン人口密集地に近いため、リヨン・サン＝テグジュペリ国際空港の設置、欧州規模の経済活動ゾーンの中にニュータウンが創設された。
2015年6月26日、経済活動ゾーンの中にあるアメリカ資本のエア・プロダクツ・アンド・ケミカルズ社の産業ガスプラントが襲撃された。1人が死亡、2人が負傷している。

## 人口統計
| 1962年 | 1968年 | 1975年 | 1982年 | 1990年 | 1999年 | 2006年 | 2012年 |
| ------ | ------ | ------ | ------ | ------ | ------ | ------ | ------ |
| 1483   | 1860   | 4069   | 4321   | 4977   | 5841   | 6111   | 5932   |

source=1999年までLdh/EHESS/Cassini、2004年以降INSEE

## 史跡
コミューンには2つの歴史文化財がある。
- アランジュのメゾン・フォルト（要塞化された住宅） - 14世紀
- ラ・サラジニエール - ローマ遺跡

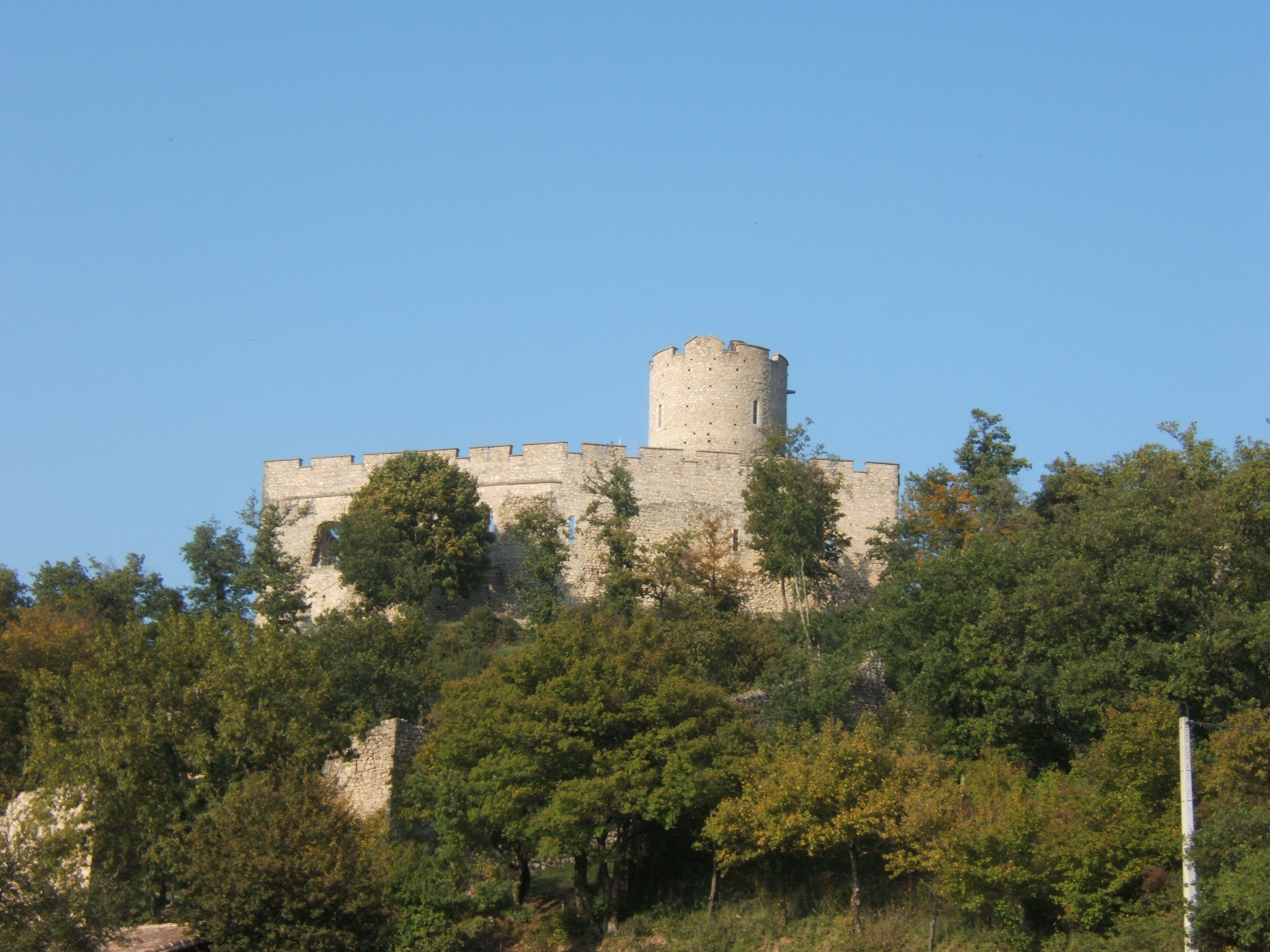
ファラヴィエ城
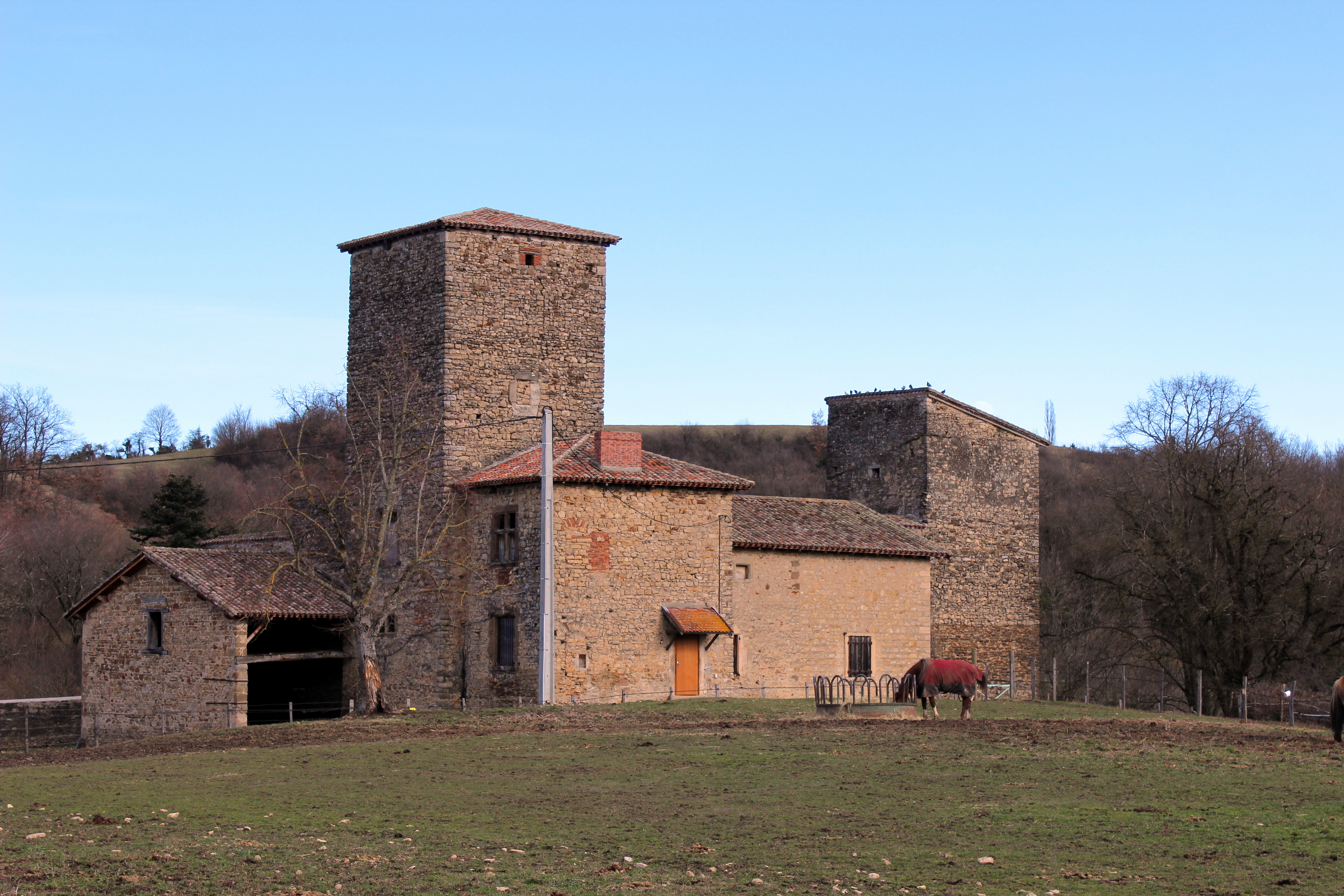
メゾン・フォルト
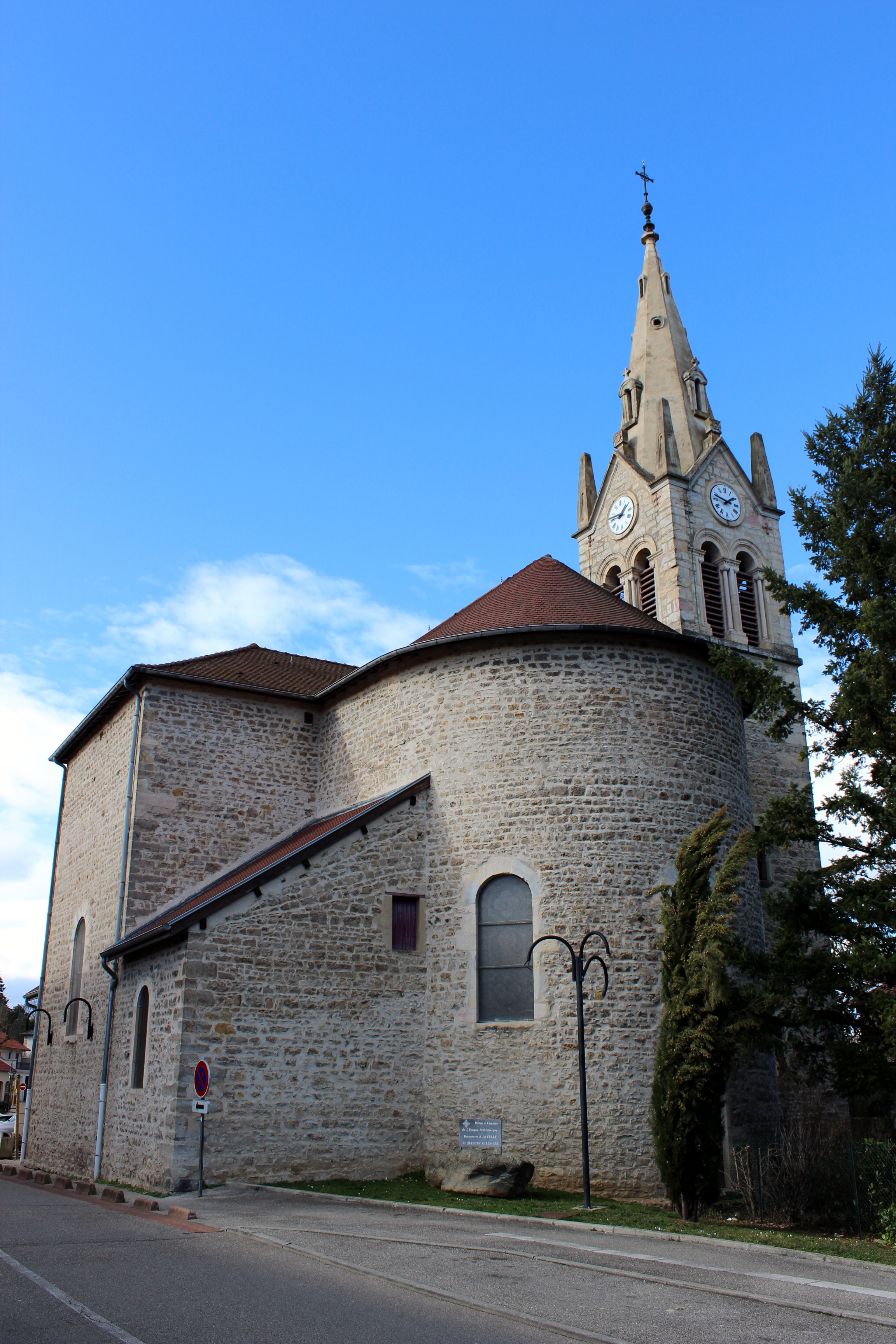
教区教会

## 姉妹都市
2015年6月時点でサン＝カンタン＝ファラヴィエと姉妹都市協定を結んでいるのは以下の自治体である。
- フライゲリヒト、ドイツ
- ガッリカーノ・ネル・ラーツィオ、イタリア